# Paecilaema barinense
Paecilaema barinense is een hooiwagen uit de familie Cosmetidae.